# Junior Mwanga
Junior Mwanga (Lione, 11 maggio 2003) è un calciatore francese, centrocampista dello Strasburgo.

## Carriera

### Club
Cresciuto nel FC Lyon e nel Bordeaux, il 21 maggio 2022 debutta in prima squadra, e in Ligue 1, nella vittoria per 4-2 contro il Brest.
L'8 agosto successivo viene acquistato dal Strasburgo, con cui firma un contratto quadriennale.
Il primo febbraio 2025 passa in prestito al Le Havre.

### Nazionale
Ha giocato nella nazionale francese Under-20.

## Statistiche

### Presenze e reti nei club
Statistiche aggiornate al 24 novembre 2024.
| Stagione          | Squadra           | Campionato        | Campionato | Campionato | Coppe nazionali | Coppe nazionali | Coppe nazionali | Coppe continentali | Coppe continentali | Coppe continentali | Altre coppe | Altre coppe | Altre coppe | Totale | Totale | Totale |
| Stagione          | Squadra           | Comp              | Pres       | Reti       | Comp            | Pres            | Reti            | Comp               | Pres               | Reti               | Comp        | Pres        | Reti        | Pres   | Reti   |        |
| ----------------- | ----------------- | ----------------- | ---------- | ---------- | --------------- | --------------- | --------------- | ------------------ | ------------------ | ------------------ | ----------- | ----------- | ----------- | ------ | ------ | ------ |
| 2020-2021         | Bordeaux 2        | N3                | 1          | 0          | -               | -               | -               | -                  | -                  | -                  | -           | -           | -           | 1      | 0      |        |
| 2021-2022         | Bordeaux 2        | N3                | 21         | 5          | -               | -               | -               | -                  | -                  | -                  | -           | -           | -           | 21     | 5      |        |
| Totale Bordeaux 2 | Totale Bordeaux 2 | Totale Bordeaux 2 | 22         | 5          |                 | -               | -               |                    | -                  | -                  |             | -           | -           | 22     | 5      |        |
| 2021-2022         | Bordeaux          | L1                | 1          | 0          | CF              | -               | -               | -                  | -                  | -                  | -           | -           | -           | 1      | 0      |        |
| 2022-2023         | Bordeaux          | L2                | 33         | 0          | CF              | 2               | 0               | -                  | -                  | -                  | -           | -           | -           | 35     | 0      |        |
| Totale Bordeaux   | Totale Bordeaux   | Totale Bordeaux   | 34         | 0          |                 | 2               | 0               |                    | -                  | -                  |             | -           | -           | 36     | 0      |        |
| 2023-2024         | Strasburgo 2      | N3                | 1          | 0          | -               | -               | -               | -                  | -                  | -                  | -           | -           | -           | 1      | 0      |        |
| 2023-2024         | Strasburgo        | L1                | 22         | 1          | CF              | 3               | 0               | -                  | -                  | -                  | -           | -           | -           | 25     | 1      |        |
| 2024-2025         | Strasburgo        | L1                | 8          | 0          | CF              | -               | -               | -                  | -                  | -                  | -           | -           | -           | 8      | 0      |        |
| Totale Strasburgo | Totale Strasburgo | Totale Strasburgo | 30         | 1          |                 | 3               | 0               |                    | -                  | -                  |             | -           | -           | 33     | 1      |        |
| Totale carriera   | Totale carriera   | Totale carriera   | 87         | 6          |                 | 5               | 0               |                    | -                  | -                  |             | -           | -           | 92     | 6      |        |